# Saul Zaentz
Saul Zaentz (ur. 28 lutego 1921 w Passaic, zm. 3 stycznia 2014 w San Francisco) – amerykański producent filmowy.
Na początku swojej kariery zajmował się produkcją muzyczną, a dopiero później rozpoczął działalność w branży filmowej.

## Życiorys
Po służbie w Armii Stanów Zjednoczonych podczas II wojny światowej, Zaentz rozpoczął realizację swojej pasji do muzyki pracując w Filharmonii Jazzu, do jego pracy należało zarządzanie trasami koncertowymi muzyków, takich jak Duke Ellington i Stan Getz.
W 1955 roku dołączył Fantasy Records.
Jego pierwszym filmem był Payday z 1972 roku. Zdobył trzykrotnie Oscara za następujące produkcje Lot nad kukułczym gniazdem w 1975 roku, Amadeusz (1985) i Angielski pacjent (1997). Był również laureatem nagród: BAFTA (1997), Złoty Laur (1997) oraz American Cinema Editors (1998). W roku 1997 został uhonorowany nagrodą im. Irvinga G. Thalberga.
W 1980 Zaentz założył Saul Zaentz Film Center.
Saul Zaentz zmarł 3 stycznia 2014 roku w wyniku powikłań związanych z chorobą Alzheimera, z którą zmagał się od kilku lat. Miał 92 lata.

## Filmografia
- 1972: Payday
- 1975: Lot nad kukułczym gniazdem
- 1978: Władca Pierścieni
- 1978: Three Warriors
- 1985: Amadeusz
- 1986: Wybrzeże moskitów
- 1988: Nieznośna lekkość bytu
- 1991: Zabawa w Boga
- 1996: Angielski pacjent
- 2005: Duchy Goi

## Nagrody
- Nagroda Akademii Filmowej
  - 1975 – Lot nad kukułczym gniazdem (najlepszy film)
  - 1985 – Amadeusz (najlepszy film)
  - 1997 – Angielski pacjent (najlepszy film)
- Nagroda BAFTA 1997 – Angielski pacjent (najlepszy film)